# Schausia congoana
Schausia congoana är en fjärilsart som beskrevs av Jordan 1908. Schausia congoana ingår i släktet Schausia och familjen nattflyn. Inga underarter finns listade.